# Barbara Pozzobon
Pour les articles homonymes, voir Pozzobon.
Barbara Pozzobon, née le 17 septembre 1993 à Maserada sul Piave, est une nageuse italienne.

## Palmarès

### Championnats du monde
- Championnats du monde 2023 à Fukuoka ( Japon) :
  -  Médaille d'or du relais 6 km par équipes mixte en eau libre.
- Championnats du monde 2025 à Singapour ( Singapour) :
  -  Médaille d'argent du relais 6 km par équipes mixte en eau libre.

### Championnats d'Europe
- Championnats d'Europe 2020 à Budapest ( Hongrie) :
  -  Médaille de bronze du 25 km en eau libre.

- Championnats d'Europe 2024 à Belgrade ( Serbie) :
  -  Médaille d'or du 25 km en eau libre.
  -  Médaille d'argent du 10 km en eau libre.

### Jeux méditerranéens de plage
- Jeux méditerranéens de plage de 2015 à Pescara :
  -  Médaille d'argent du 5 km par équipes.